# Indian Lake
Indian Lake város az USA Texas államának Cameron megyéjében. Lakosainak száma 839 fő (2020. április 1.).

## Népesség
A település népességének változása:
| Lakosok száma | 541  | 640  | 839  |
|               | 2000 | 2010 | 2020 |